# Peter Criss
Peter Criss, pseudonimo di George Peter John Criscuola (Brooklyn, 20 dicembre 1945), è un batterista statunitense.
È stato il primo batterista del gruppo rock Kiss, per i quali impersonava il personaggio di The Catman. Nel 2014 fu inserito nella Rock and Roll Hall of Fame, come membro dei Kiss. Il brano più noto scritto e cantato per il gruppo è la ballata Beth.

## Biografia
Peter Criss nacque a Brooklyn il 20 dicembre 1945, primo di cinque fratelli, da Loretta e Joseph Criscuola, cattolici, provenienti da Scafati, un paese in provincia di Salerno (Criscuola è una storpiatura del cognome campano Criscuolo). Criss crebbe a Williamsburg, un quartiere di Brooklyn, e fu amico di infanzia di Jerry Nolan, che ebbe poi successo come batterista nei New York Dolls. Era un appassionato studente d'arte e di swing.

## Carriera musicale

### Inizi
La carriera musicale di Peter Criscuola iniziò con il jazz. Allievo di Gene Krupa,
con il nome d'arte di "Peter Cris" suonò in diverse jazz band di New York e del New Jersey nel corso degli anni 1960. Con una di esse, i Chelsea, Peter Criss pubblicò nel 1970 un album discografico che porta il nome della band.

### Kiss

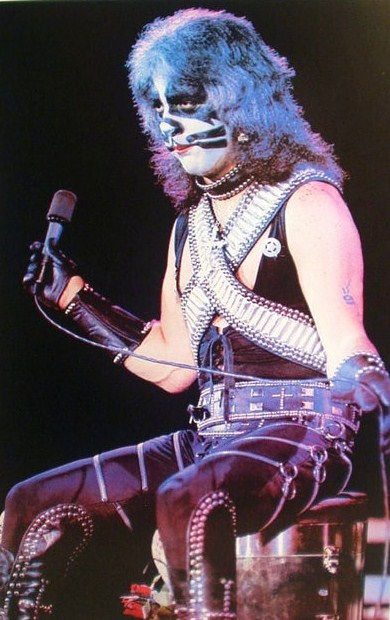
Peter Criss nel 1977

Nel 1972 Cris pubblicò un'inserzione sulla rivista Rolling Stone (che non recita, contrariamente a quanto dichiarato, "Batterista disposto a tutto pur di avere successo"), alla quale rispose Gene Simmons, un bassista che, assieme a Paul Stanley, stava cercando di riformare il suo gruppo, i Wicked Lester. Il batterista fu ammesso e proprio in quel periodo decise di aggiungere una "S" al suo nome d'arte, divenendo quindi "Peter Criss". Nel 1973, con l'ingresso del chitarrista solista Ace Frehley, la band cambiò il nome in "Kiss" ed ogni membro creò un particolare tipo di maschere e trucco facciale per esibirsi sul palco. Peter Criss decise di impersonare un uomo con sembianze da gatto (The CatMan).
Criss fu il batterista del gruppo per quasi tutti gli anni 1970, durante i quali i Kiss pubblicarono dieci album. Alla fine del 1979 lasciò il gruppo e si dedicò alla carriera solista, anche se la rottura fu resa pubblica solo qualche mese dopo. Sulle copertine di Dynasty (1979) e Unmasked (1980), Peter Criss compare ancora, ma il batterista in realtà aveva suonato solo in un brano dei due dischi, Dirty Livin' di Dynasty); gli altri vennero suonati da Anton Fig.
Nei due anni successivi all'abbandono dei Kiss, Peter Criss pubblicò due album solisti intitolati Out of Control (pubblicato nel 1980) e Let Me Rock You (pubblicato nel 1982). In seguito collaborò con diversi gruppi musicali e con gli ex-colleghi dei Kiss nei loro progetti individuali. Nel 1994 Peter Criss pubblicò (con il nome Criss) il suo terzo album solista intitolato Cat #1.

Il trucco usato da The CatMan nei Kiss

Nel 1996 la formazione originaria dei Kiss tornò a suonare assieme. La presenza di Criss ai concerti e nelle registrazioni in studio fu tuttavia discontinua (nell'album Psycho Circus suonò solamente all'interno di una traccia), sia per presunti problemi di salute, sia per contrasti contrattuali con gli altri componenti del gruppo. All'inizio del 2001 Criss, insoddisfatto del proprio contratto, decise di abbandonare il gruppo. Il suo posto venne preso da Eric Singer, che aveva lasciato i Kiss nel 1996 per permettere la ricomposizione della formazione originaria.
Criss rientrò nei Kiss nel 2002, con i quali registrò il quarto album live della band, KISS Symphony: Alive IV nel 2003. Nel 2004 Simmons e Stanley non rinnovarono il contratto a Criss che quindi abbandonò il gruppo per una seconda volta permettendo di nuovo il ritorno di Eric Singer. Nel luglio del 2007 Peter Criss ha pubblicato il suo quarto album solista, intitolato One for All.
Il suo stile musicale ha appassionato tantissimi batteristi (perlopiù heavy metal), tra cui si possono menzionare Vinnie Paul, Dave Lombardo, Deen Castronovo, Tommy Lee, Scott Travis e Charlie Benante.

## Vita privata
Nel 2008 l'artista scoprì di avere un tumore al seno (raro negli uomini). Criss guarì grazie ad un intervento chirurgico, senza bisogno di chemioterapia.

## Equipaggiamento
Batterie DW
DW collectors series maple in broken glass
1. Cassa 18" X 22"
2. Woofer 8" X 22"
3. Tom 5" X 8"
4. Tom 6" X 8"
5. Tom 7" X 8"
6. Tom 8" X 8"
7. Tom 8" X 10"
8. Tom 9" X 12"
9. Tom 10" X 13"
10. Tom 11" X 14"
11. Tom 13 X 15"
12. Tom 15" X 16"
13. Tom 16" X 18"
14. Rullante 6" X 14" edge snare
15. Rullante 4" X 12" edge snare

Piatti Zildjian
1. 20" medium ride
2. 19" medium crash
3. 12" fast splash
4. 18" medium crash
5. 15" new beat hi-hats
6. 16" medium crash
7. 18" medium thin crash
8. 19" medium thin crash
9. 17" medium crash
10. 16" medium thin crash

Hardware DW
1. 5000TD3 Delta3 Turbo Pedal
2. 5500TH Delta Hi-Hat Stand
3. 9502LB Remote Hi-Hat Stand
4. 9300 Snare Drum Stand
5. 9999 Single Tom and Cymbal Stand
6. 9934 Double Tom Cymbal Stand
7. 9700 Cymbal Stand
8. 9100 Drum Throne

Bacchette Pro-Mark
1. TXR3JW Hickory 3J Peter Criss wood tip
2. TX3RW Hickory 3R Peter Criss wood tip

## Discografia

### Con i Chelsea
- 1970 - Chelsea

### Con i Kiss
- 1974 - Kiss
- 1974 - Hotter than Hell
- 1975 - Dressed to Kill
- 1975 - Alive!
- 1976 - Destroyer
- 1976 - Rock and Roll Over
- 1977 - Love Gun
- 1977 - Alive II
- 1979 - Dynasty
- 1996 - Kiss Unplugged
- 1998 - Psycho Circus
- 2003 - KISS Symphony: Alive IV

### Da solista

#### Come Peter Criss
- 1978 - Peter Criss
- 1980 - Out Of Control
- 1982 - Let Me Rock You
- 2007 - One For All

#### Come Criss
- 1994 - Cat #1

### Altri album
- 1986 - Black 'N Blue - Nasty Nasty
- 1988 - King Kobra - King Kobra III
- 1989 - Ace Frehley - Trouble Walkin'